# Ailianos (Platoniker)
Ailianos (zur Unterscheidung Ailianos der Platoniker genannt, altgriechisch Αἰλιανός Ailianós, lateinisch Aelianus) war ein antiker Philosoph. Er lebte wohl im 1. oder 2. Jahrhundert; jedenfalls fällt seine Lebenszeit in die Epoche des Mittelplatonismus.
Vom Leben des Ailianos ist nichts bekannt. Man weiß nur, dass er einen Kommentar zu Platons Dialog Timaios in (mindestens) zwei Büchern verfasste. Von diesem Werk sind nur Fragmente erhalten geblieben. Der Neuplatoniker Porphyrios zitierte den Timaios-Kommentar mehrmals, teils ausführlich, in seinem Kommentar zur Harmonielehre des Klaudios Ptolemaios. Wahrscheinlich kommentierte Ailianos nicht den gesamten Timaios, sondern behandelte nur die musiktheoretisch relevanten Passagen. Somit zählte sein Werk zur Gattung der Spezialkommentare.
Porphyrios betrachtete ein von ihm wiedergegebenes musiktheoretisches Konzept des Ailianos als pythagoreisch. Da Ailianos pythagoreische Lehren zustimmend zitierte, ist anzunehmen, dass er tatsächlich dieser Richtung nahe stand. Dafür spricht auch sein besonderes Interesse an der Musikwissenschaft.
Ailianos kommentierte Platons knappe Aussagen über das Zustandekommen der akustischen Wahrnehmungen im Kontext seines musikalisch-harmonischen Konzepts. Er führte die unterschiedlichen Arten des Klangs auf unterschiedliche Bewegungen zurück. Nach seiner Auffassung, die er mit vielen Beispielen untermauerte, erzeugen schnelle Bewegungen hohe Töne und langsame tiefe. Außerdem analysierte er die Beziehung zwischen Intervall (griechisch diástēma) und Harmonie (griechisch symphōnía). Dabei zeigte er, dass nicht jedes Intervall harmonisch ist. Seinem Verständnis zufolge wird ein Intervall nur dann zum Akkord, wenn der hohe und der tiefe Ton zu einer Einheit gemischt werden und keiner den anderen übertönt; dann entsteht ein dritter Ton. Nur den Akkorden entsprechen messbare Zahlenverhältnisse. Ailianos nahm an, dass es sechs solche Akkorde gebe.

## Ausgabe und Übersetzung
- Marie-Luise Lakmann (Hrsg.): Platonici minores. 1. Jh. v. Chr. – 2. Jh. n. Chr. Prosopographie, Fragmente und Testimonien mit deutscher Übersetzung (= Philosophia antiqua, Band 145). Brill, Leiden/Boston 2017, ISBN 978-90-04-31533-4, S. 37 f., 260–271 (kritische Edition)